# Черногорск
Черногорск (на руски: Черногорск) е град в автономна република Хакасия, Русия. Населението на града към 1 януари 2018 година е 75 067 души.

## История
Селището е основано през 1936 година и през същата година получава статут на град.